# テクニカルランディング

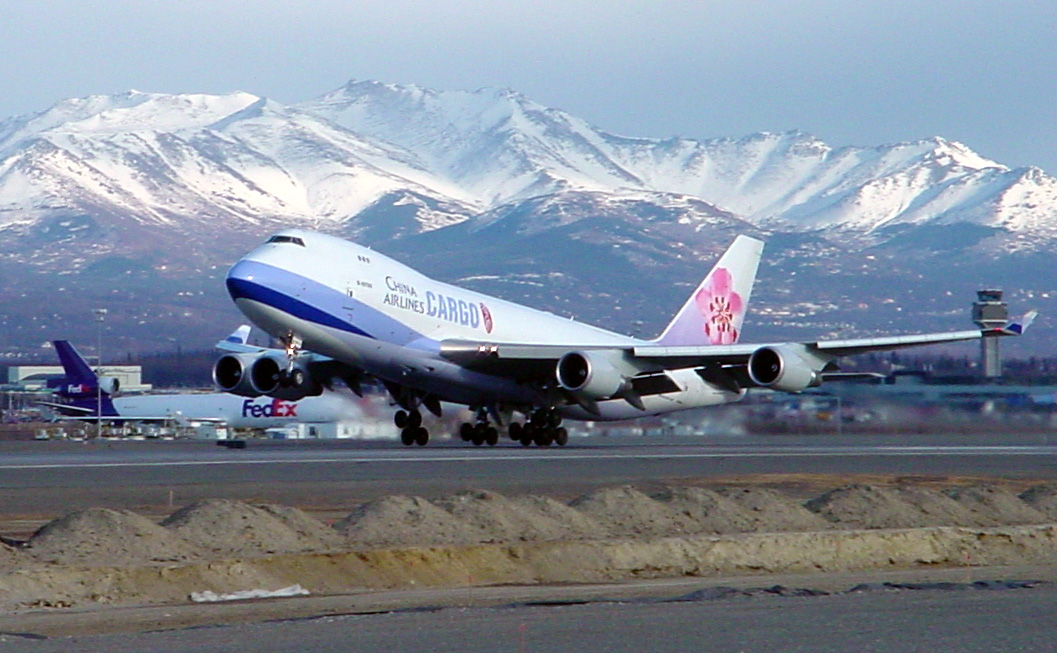
アンカレッジ国際空港でテクニカルランディングを行うチャイナエアラインのボーイング747-400F貨物機

テクニカルランディング（英語: Technical Landing）とは、飛行機が給油のみの目的で空港に着陸すること。従って乗客の乗降や貨物の積み下ろしは原則行わない。但し、多くの場合乗務員の交代は行われる。

## 概要

### 1920年代-1960年代
1920年代に民間航空が勃興してから、1960年代にボーイング707-320Bやダグラス DC-8-50シリーズなどの、大西洋無着陸横断などの長距離飛行が可能なジェット旅客機が登場するまでの間、大西洋および太平洋横断路線や、アジア-ヨーロッパ路線などの主要航空路においても多く行われていた。
なお、航空機の性能が飛躍的に向上する第二次世界大戦前のアジア-ヨーロッパ路線やオーストラリア-ヨーロッパ路線などにおいては、当時の航空機の航続距離が短く10か所以上のテクニカルランディングが必要な上、運航速度が遅く到着までに数日を要すことから、テクニカルランディングが行われる地において宿泊が伴うことも多かった。

### 1960年代以降
1960年代中盤に入り、ダグラスDC-8-62などにより、無着陸での太平洋横断飛行やユーラシア大陸横断飛行が可能になってからも、政治的問題などにより、テクニカルランディングを余儀なくされる例は多く、1980年代に入り航空機の航続距離の問題がほぼ解消した後も、「国防上の理由」から、ソビエト連邦上空の領空が開放されていなかったため、依然として北回りヨーロッパ線が存在した。
1989年の冷戦終結後、1991年にソビエト連邦が崩壊し、ロシア連邦が領空通行料を得る目的で、ロシア空域が完全開放されるまでの間は、日本などの北東アジアとヨーロッパ諸国間の路線においても多く行われていた。
また、自国政府によるアパルトヘイト政策に反対する近隣諸国上空を飛行できなかった南アフリカ航空のヨーロッパ路線や北アメリカ路線、冷戦下で敵対するアメリカ上空を飛行できなかったキューバのクバーナ航空のヨーロッパ路線でも行われていた。

### 現在

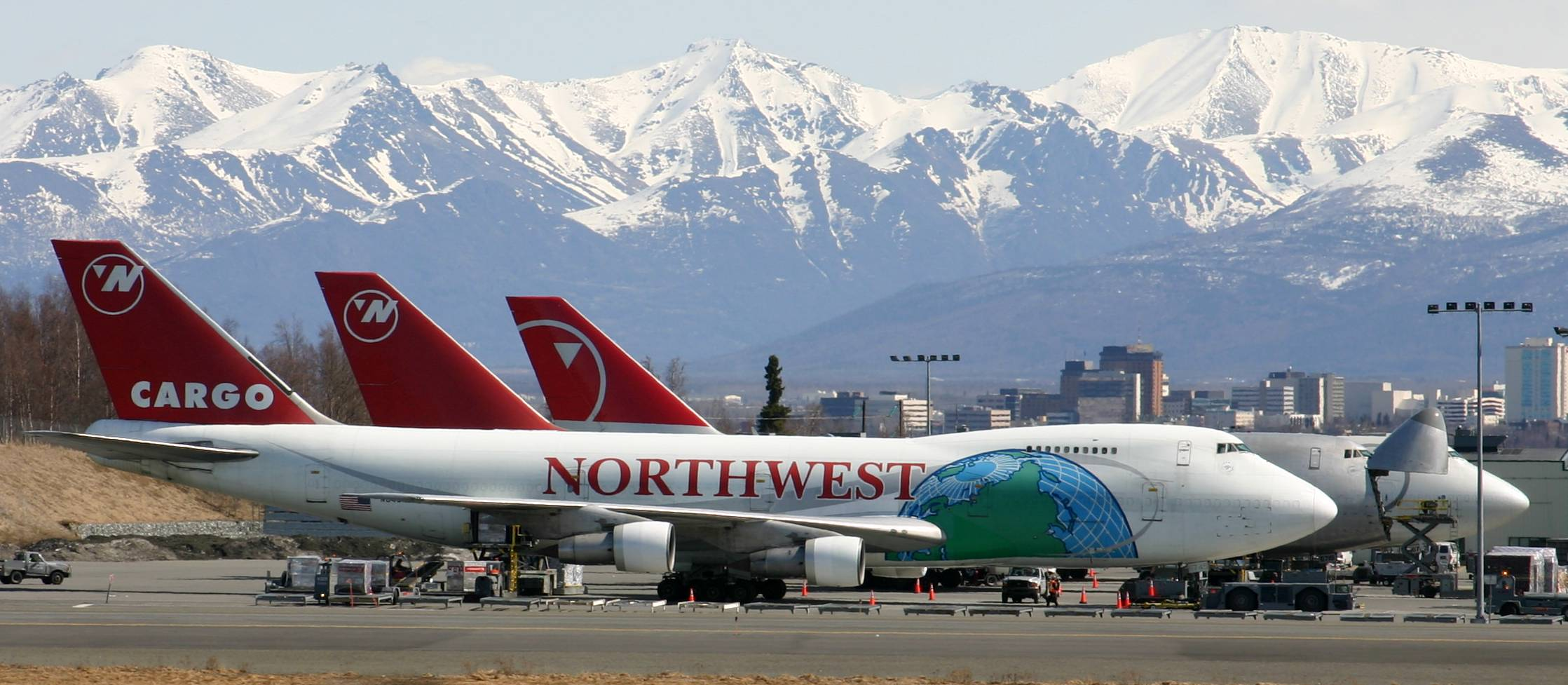
アンカレッジ国際空港に駐機するノースウェスト航空のボーイング747-200F貨物機

現在においても、飛行時間が12時間を超える超長距離路線や離着陸重量のかさむ貨物便・航続距離の短い小型機のフェリーフライトを中心に行われている。また、超長距離路線でなくともジェット気流や季節風の影響などを受けて行われることや、使用する航空機の航続性能不足のため行われることもある。
日本国内においては、2013年までの旧石垣空港は滑走距離が短く燃料満載での離陸が難しかったことから、本土行きの便は那覇空港などで実施していたが、現在はほぼ見られなくなっている。また、民間航空の黎明期には羽田 - 福岡線で当時の航空機の性能上直行が難しかったため、伊丹空港に寄港していたという例が見られた。
2024年1月に羽田空港にて発生した日本航空と海上保安庁の航空機同士による衝突事故を受けて、同空港におけるC滑走路の運用制限を行ったため、ヨーロッパ・アメリカ方面の一部の国際路線において、追加給油のために一旦成田国際空港や中部国際空港に寄港する事例があった。
一方、フジドリームエアラインズが与那国空港や福江空港などの離島行きのチャーター便で、熊本空港や小牧空港でテクニカルランディングを実施していることがある。これらの離島空港は滑走路距離が短かったり給油施設が備わっていなかったりする等で、本土からジェット機で往復運航することが難しいからである。

## テクニカルランディングを実施している都市、航空会社、路線

### 現在
テッド・スティーブンス・アンカレッジ国際空港
- 日本やアジア諸国と北アメリカ大陸を結ぶ太平洋路線の貨物便のほぼ全て
  - 中国国際貨運航空
  - アシアナ航空カーゴ
  - キャセイパシフィック航空カーゴ
  - 中華航空カーゴ
  - エバー航空カーゴ
  - 大韓航空カーゴ
  - フェデックス
  - UPS航空

など。
オークランド国際空港
- LATAM チリ
  - サンティアゴ=オークランド=シドニー

マタベリ国際空港（イースター島）
- LATAM チリ
  - サンティアゴ=マタベリ=パペーテ

横田飛行場
- フランス空軍
  - フランス本土→横田→ニューカレドニア

那覇空港
- 全日本空輸
  - 日本国内各空港=那覇=東南アジア就航地
（貨物便沖縄貨物ハブ稼働時、昼間各地集荷し深夜那覇着陸後仕分け翌日未明目的地発送の運用していたため→コロナ禍により外国人パイロットの各国検疫による乗務手配が難しくなり休止）
  - 東京/成田=那覇=ヤンゴン（ミャンマー軍事クーデターによる政情不安のため現地給油状況が悪いため[3]）

### 過去
過去の代表的な寄港地を以下に記す。

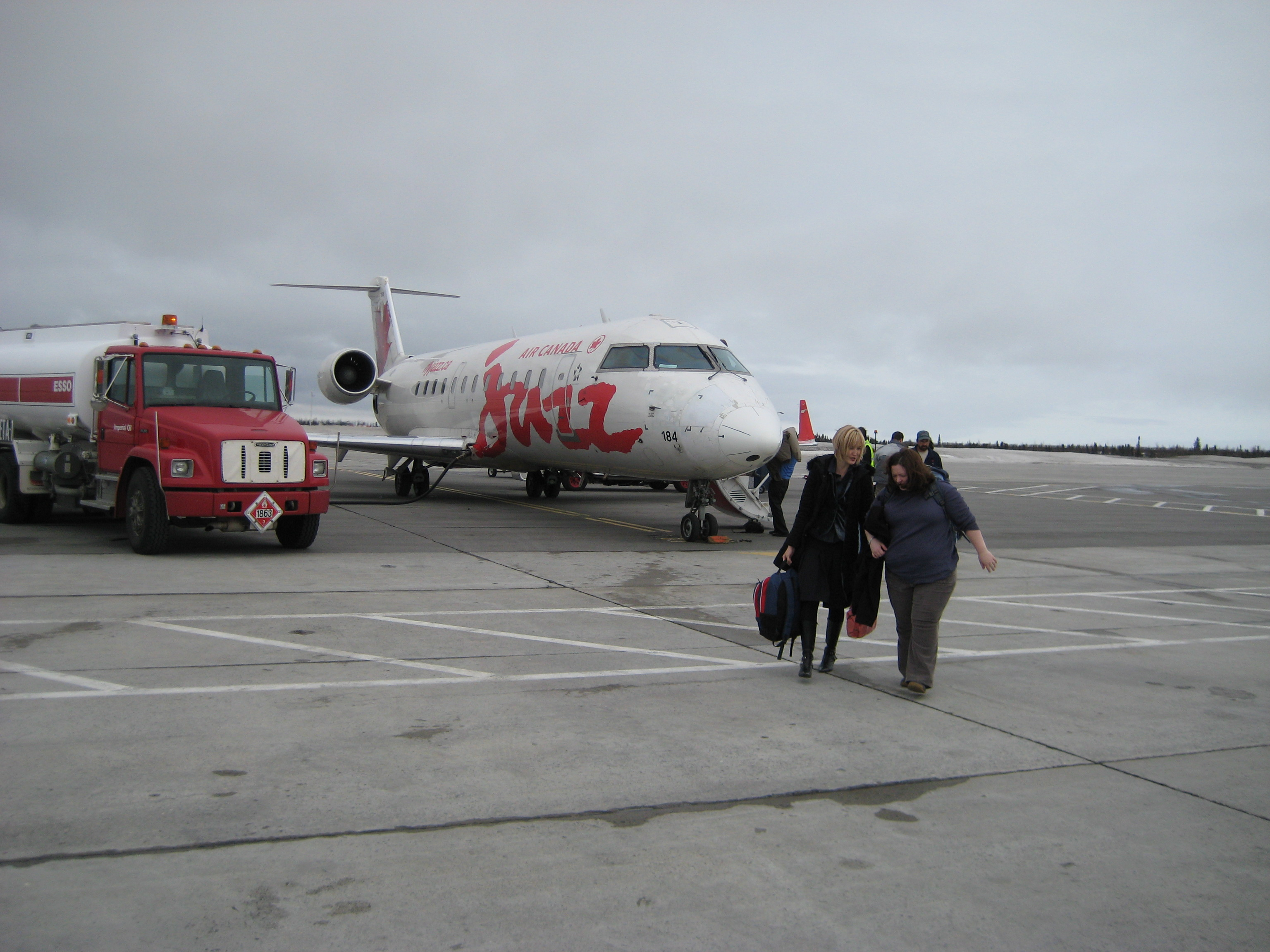
グースベイ国際空港

- アラスカ州のアンカレッジ（日本とアメリカ本土を結ぶ北回り太平洋横断路線、日本や大韓民国、中華民国からヨーロッパを結ぶ北回りヨーロッパ路線）
- フェアバンクス（日本とアメリカ本土を結ぶ北回り太平洋横断路線）
- ウェーク島やアメリカ領サモアのパゴパゴなど（日本やオーストラリアとアメリカ本土やカナダを結ぶ南回り太平洋横断路線）
- アイルランドのシャノンやカナダのガンダーやグースベイなど（北アメリカとヨーロッパ大陸を結ぶ北回り大西洋横断路線）
- カーボベルデのサル島やポルトガルのマデイラ島など（南アメリカとヨーロッパ、北アメリカとアフリカ大陸を結ぶ南回り大西洋横断路線）
- ノルウェーのボードー（日本や大韓民国、中華民国からヨーロッパを結ぶ北回りヨーロッパ路線）

各空港と空港会社別のルートの詳細は以下の通りであった。
成田国際空港
- ノースウエスト航空
  - 米国就航地=成田=東南アジア各就航地

成田以遠権保持のため成田をアジアハブとして運用し乗り継ぎ経由地として運用。
- 中国民航・中国国際航空
  - 上海～成田～サンフランシスコ

後に、上海～成田・成田～サンフランシスコ間のみの利用も可能となりテクニカルランディングから除外。
- フィリピン航空
  - マニラ→成田→サンフランシスコ→シカゴ→サンフランシスコ→ホノルル→マニラ
  - マニラ→成田→ロサンゼルス→シカゴ→ロサンゼルス→ホノルル→マニラ

この他、マニラ→成田→サンフランシスコ→ホノルル→マニラの便があったが、この便に限り、マニラ→成田、成田→サンフランシスコのみの利用もできた。

関西国際空港
- タイ国際航空
  - バンコク=関西=ニューヨーク

通常はA340-500型機によるノンストップフライトだが、整備等で機材がA340-600型機に変更になった場合のみ関西に寄港。

中部国際空港
- カリッタ・エア
  - 香港→中部→アンカレッジ
- エバーグリーン国際航空
  - 香港→中部→アンカレッジ→コロンバス

福岡空港
- 全日本空輸
  - 成田→福岡→ムンバイ→成田

通常は737-700ERによる東京～ムンバイ間ノンストップフライトだが、冬季往路のみムンバイ行きNH943便が福岡に寄港。なお2008年までは長崎空港への寄航であった。

横田飛行場
- パンアメリカン航空
  - 羽田→横田～ウェーク島～ホノルル～サンフランシスコ

1959年にボーイング707が太平洋路線に就航した当時、羽田空港は滑走路の距離が2,550mと短かったため、1961年に3,000mに延伸されるまでの暫定措置として羽田を最小限の燃料で出発、滑走路の長い横田基地で給油していた。

那覇空港
- トランスワールド航空
  - グアム=（那覇=台北、香港）=バンコク

世界一周路線運航時、運航機材性能により日本寄港していたが羽田乗り入れ権利が無かったため那覇寄港していた。

テッド・スティーブンス・アンカレッジ国際空港
- 日本航空
  - 東京国際空港=アンカレッジ=コペンハーゲン・パリ・ロンドン・ハンブルク・デュッセルドルフ・ニューヨーク・ワシントンDC
- ノースウェスト航空
  - 東京国際空港=アンカレッジ=ニューヨーク
- エールフランス
  - 東京国際空港=アンカレッジ=パリ
- キャセイパシフィック航空
  - 香港～アンカレッジ～トロント

時期によっては香港発のみ直行で運航していたが、ボーイング777-300ER投入により往復とも完全に直行便に切り替えた。
- 大韓航空
  - ソウル=アンカレッジ=パリ・フランクフルト・トロント・ロサンゼルス・ニューヨーク・ニューアーク
    - 大韓航空機銃撃事件(1978年)を参照。
    - 大韓航空機撃墜事件(1983年)を参照。

  - ソウル→ロサンゼルス→アンカレッジ→ソウル
    - 大韓航空015便着陸失敗事故を参照。
- アシアナ航空
  - ソウル→ニューヨーク→アンカレッジ→ソウル
- ヨーロッパ系航空会社（ブリティッシュ・エアウェイズを除く）
  - 東京国際空港（後に新東京国際空港）=アンカレッジ=ヨーロッパ各地

ブリティッシュ・エアウェイズはアンカレッジをテクニカルストップの扱いとしていなかったため、東京～アンカレッジ、アンカレッジ～ロンドンのみの利用もできた。
- デルタ航空
  - ロサンゼルス=アンカレッジ=香港

機材はロッキード L-1011 トライスターを使用していたが、マクドネル・ダグラス MD-11に変更後は直行化された。
- 中国国際航空
  - 北京=上海=アンカレッジ=ニューヨーク
- エバー航空
  - 台北→シアトル→アンカレッジ→台北
  - 台北→ニューアーク→アンカレッジ→台北
  - 台北→トロント→アンカレッジ→台北
(旅客便でのアンカレッジ行きは消滅)

ホノルル国際空港
- フィリピン航空
  - マニラ～ホノルル～サンフランシスコ
  - マニラ～ホノルル～ロサンゼルス～サンフランシスコ

上記2路線はB747-400・A340-300での運航に変更後、サンフランシスコ・ロサンゼルス発のみ寄港。
  - マニラ～ホノルル～サンフランシスコ～ニューアーク（のちにマニラ～バンクーバー～ニューアークに変更。）

グアム国際空港
- フィリピン航空(直行便化)
  - マニラ→サンフランシスコ→グアム→マニラ
  - マニラ→ロサンゼルス→グアム→マニラ

ジョン・F・ケネディ国際空港（ニューヨーク）
- 日本航空
  - 成田=ニューヨーク=サンパウロ

747-400による運行。2010年廃止。

オークランド国際空港 (カリフォルニア州)
- アメリカン航空
  - サンノゼ = オークランド = 成田

本来はMD-11（後にB777-200）によるノンストップフライトだったが、1991年の開設当時はMD-11の納入が遅れていたため、暫定的にDC-10で就航していた。またサンノゼ空港の滑走路が2,712mと現在より短かったため、成田行きでは条件によってサンノゼを最小限の燃料で出発、同じサンフランシスコ・ベイエリアにあり滑走路の長いオークランド空港で満タンにするといった措置をとることがあった。2006年廃止。

バンクーバー国際空港
- エア・カナダ
  - トロント→バンクーバー→成田

767-300ER運航時のみ
  - トロント→バンクーバー→香港

A340-300運航時のみ

ダーウィン国際空港
- カンタス航空
  - シドニー→ダーウィン→ムンバイ→シドニー

シドニー～ムンバイ線は当初767-300ERを使用し、シンガポール経由で運航していたが、エアバスA330-300に変更後、上記での運航形態になった。エアバス330-200に変更後、往復とも直行化されたが、再びシンガポール経由に変更。

香港啓徳空港
- ヨーロッパ系航空会社
  - 欧州各空港=バンコク=香港=（台北、マニラなど）

欧州から台湾、フィリピンヘの最終経由地としてルフトハンザ航空やKLMオランダ航空が運航していた。

ドンムアン国際空港
- ヨーロッパ系航空会社
  - 欧州各空港=バンコク=香港=（台北、マニラなど）

欧州から台湾、フィリピンヘの途中経由地としてルフトハンザ航空やKLMオランダ航空などが運航していた。
- 中華航空、エバー航空、フィリピン航空
  - （台北、マニラ）=バンコク=欧州各就航地

欧州乗り入れ時途中経由地として寄港。
- 大韓航空
  - ソウル～バンコク～アブダビ～バグダッド
    - 大韓航空機爆破事件を参照。

  - ソウル～バンコク～アブダビ～トリポリ
  - ソウル～バンコク～ダーラン（Dhahran International Airport、空港コード: DHA）～リヤド

インディラ・ガンディー国際空港（ニューデリー）
- シンガポール航空
  - シンガポール=ニューデリー=ロンドン

仁川国際空港
- タイ国際航空(2015年、ロサンゼルス線運休)
  - バンコク→ロサンゼルス→ソウル→バンコク

通常はA340-500型機によるノンストップフライトだが、機材がA340-600型機に変更になった場合でかつロサンゼルス発のみソウルに寄港。